# Abra

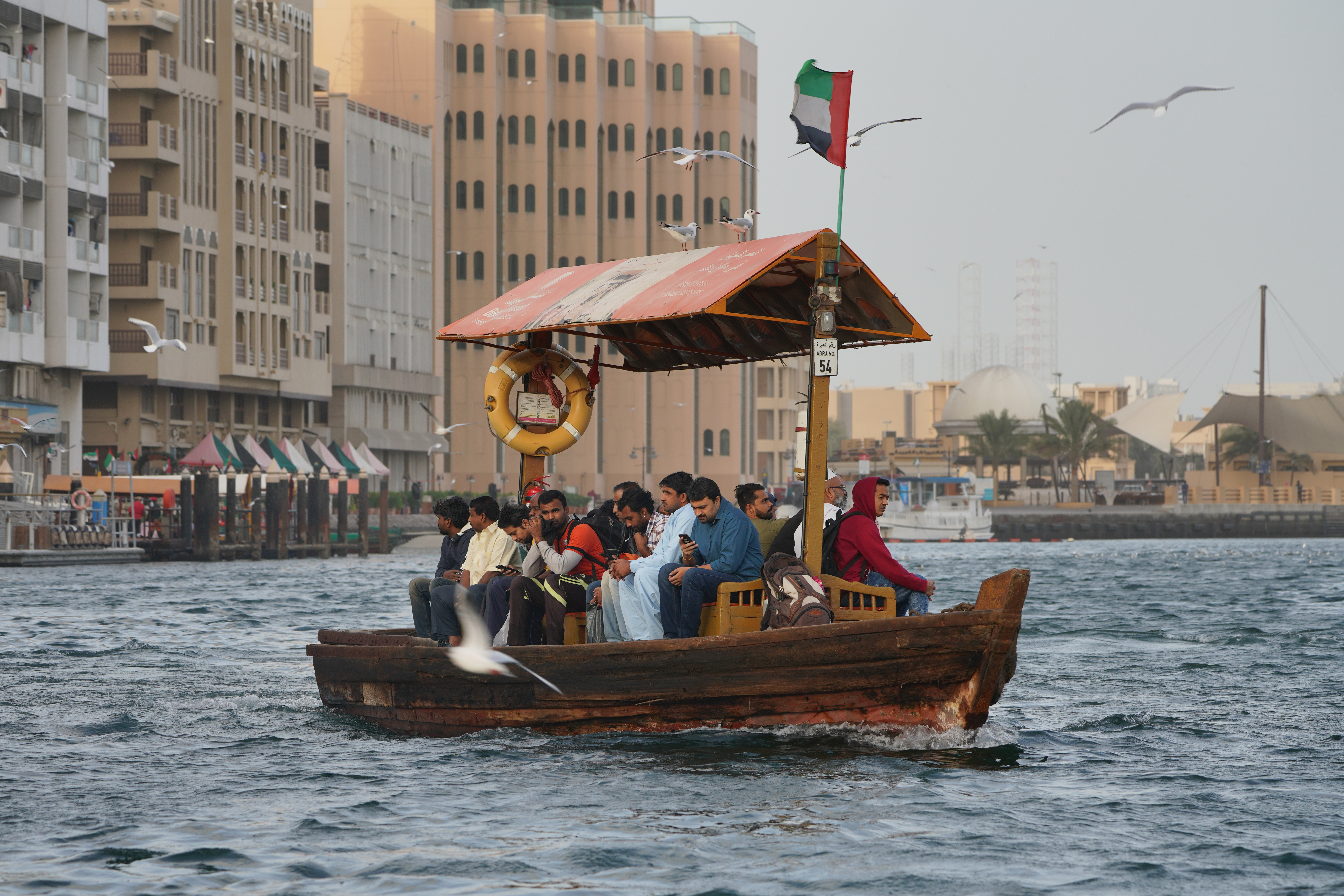
Abra a Dubai

Una abra -en àrab عبرة, ʿabra, que significa 'creuar'- és una embarcació tradicional de l'emirat de Dubai, als Emirats Àrabs Units, utilitzada per travessar el riu o khor de Dubai. En aquest bot hi poden creuar unes 20 persones i és conduït per una sola persona. És considerat el transport tradicional de la ciutat de Dubai i un dels més freqüents, motiu pel qual ha esdevingut tot un símbol de la ciutat. Actualment hi ha diferentes tipologies d'abra: motoritzades, elèctriques, amb motor de petroli, entre d'altres.